# Metuljčnice
Metuljčnice (znanstveno ime Ascalaphidae) so družina mrežekrilcev, v katero uvrščamo približno 450 danes živečih znanih vrst. Razširjene so po vsem svetu in so znane kot aktivni plenilci, ki v zraku lovijo druge žuželke. Po izgledu in vedenju nekoliko spominjajo na kačje pastirje, a so najbližje sorodni volkcem, še eni družini mrežekrilcev.

## Opis
Od drugih mrežekrilcev jih je enostavno ločiti po velikanskih očeh, tipalnicah s kijastimi zadebelitvami na konici in krilih, ki spominjajo na kačjepastirska. So tudi razmeroma velike žuželke. Te značilnosti izdajajo, da so aktivni letalci in lovci. Posebnost so predstavniki nekaterih poddružin, ki imajo dvodelne oči z ostro razmejitvijo med spodnjo in zgornjo oblo. Fiziološke raziskave pri navadni metuljčnici so razkrile, da je zgornja obla občutljiva na ultravijolično valovanje, kar v kombinaciji z drugimi prilagoditvami omogoča živali zaznati leteče žuželke nad seboj z dovolj kontrasta, tudi če v vidnem delu spektra prizor motijo oblaki.
Ličinke po drugi strani lovijo iz zasede v rastlinskem opadu; zelo podobne so ličinkam volkcev, le da so bolj sploščene, imajo ob stranskih robovih prstaste izrastke in ne delajo lijakov v tleh. Namesto tega se zanašajo na varovalno obarvanost in planejo po členonožcu, ki slučajno pride mimo, ga zabodejo z ostrimi čeljustmi, vanj vbrizajo paralitični strup in izsesajo njegove telesne tekočine. Mnoge se za kamuflažo tudi pokrijejo z delci tal.

## Ekologija in sistematika
Največjo vrstno pestrost dosegajo v suhih in hribovitih predelih tropskih ter subtropskih regij. Večina je aktivnih v somraku, najbolj znane (in tudi raziskane) pa so evropske dnevno aktivne vrste.
V Sloveniji živita navadna metuljčnica, ki jo najdemo v odprtih, dobro osončenih suhih habitatih, predvsem na Krasu, in dolgotipalčna metuljčnica, doslej opažena le na peščici lokacij.
Sistematika na najvišji ravni hierarhije taksonov je problematična; nedavna molekularna filogenetska študija je metuljčnice postavila celo za poddružino volkcev, naslednja pa spet za samostojno družino. Tudi delitev znotraj metuljčnic še ni razrešena; tradicionalno jih delimo na tri poddružine: največja, Ascalaphinae, je kozmopolitska, poddružino Albardiinae sestavlja le vrsta Albardia furcata iz Brazilije, predstavniki poddružine Haplogleniinae pa naseljujejo tropske in subtropske predele južne poloble (razen Avstralije). Po novejših analizah je poddružin pet, poleg naštetih še Ululodinae in Melambrotinae. Fosilni zapis je skromen in ne pripomore veliko k razreševanju.

## Zuanje povezave
- Predstavnosti o temi metuljčnice v Wikimedijini zbirki